# Piiri (Tõrva)
Piiri is een plaats in de Estlandse gemeente Tõrva, provincie Valgamaa. De plaats heeft de status van dorp (Estisch: küla).
Tot in oktober 2017 lag Piiri in de gemeente Hummuli. In die maand werd Hummuli bij Tõrva gevoegd.

## Bevolking
Het dorp had 92 inwoners op 31 december 2011 en 53 inwoners op 31 december 2021.

## Ligging
Piiri ligt 1 km ten noorden van de grens met Letland. De Põhimaantee 6, de hoofdweg van Pärnu via Tõrva en Valga naar de grens met Letland, komt door Piiri. Tussen Piiri en Valga ligt de weg bijna tegen de Letse grens aan.

## Geschiedenis
Piiri werd in 1798 voor het eerst genoemd als herberg, in 1839 als boerderij op het landgoed van Teilitz (Tõlliste) en pas in 1945 als dorp.